# Sambourg
Sambourg település Franciaországban, Yonne megyében. Lakosainak száma 65 fő (2022. január 1.). Sambourg Tonnerre, Fresnes, Moulins-en-Tonnerrois, Noyers, Pacy-sur-Armançon, Vireaux és Yrouerre községekkel határos.

## Népesség
A település népessége az elmúlt években az alábbi módon változott:
| Lakosok száma | 83   | 84   | 78   | 75   | 73   | 70   | 68   | 65   |
|               | 2013 | 2015 | 2017 | 2018 | 2019 | 2020 | 2021 | 2022 |